# Bayóvar (Metro de Lima y Callao)
Bayóvar es la última estación de la línea 1 del Metro de Lima y Callao. Está ubicada en la intersección de las avenidas Fernando Wiesse y Héroes del Cenepa, en el distrito de San Juan de Lurigancho. Es la terminal norte de la línea y es elevada. 

## Historia
La estación fue entregada el 12 de mayo de 2014 como parte del tramo 2 de la línea. Estuvo en período de marcha blanca hasta el día 25 de julio en que oficialmente inició operaciones comerciales.

## Acceso
Los ingresos se encuentran a nivel de calle y posee dos niveles, en el primero se encuentra la zona de torniquetes y boletería y en el segundo, las plataformas norte y sur están conectadas internamente por escaleras mecánicas y ascensores provenientes del primer nivel.

## Conexiones
Por proximidad, la estación tiene conexión con tres servicios de los corredores complementarios.
| Corredor Morado | Corredor Morado                 | Corredor Morado                | Corredor Morado                                        |
| Servicio        | Ruta                            | Paradero                       | Horario                                                |
| --------------- | ------------------------------- | ------------------------------ | ------------------------------------------------------ |
| 404             | Wiesse - Abancay - Brasil       | Bayóvar (ida) Bayóvar (vuelta) | 04:30 - 23:00 (L-D) (ida) 06:00 - 00:00 (L-D) (vuelta) |
| 405             | Wiesse - Abancay - Javier Prado | Bayóvar (ida) Bayóvar (vuelta) | 05:00 - 23:00 (L-D) (ida) 06:00 - 23:00 (L-D) (vuelta) |
| 412             | Wiesse - Tacna                  | Bayóvar (ida) Bayóvar (vuelta) | 05:00 - 23:00 (L-D)                                    |

## Galería

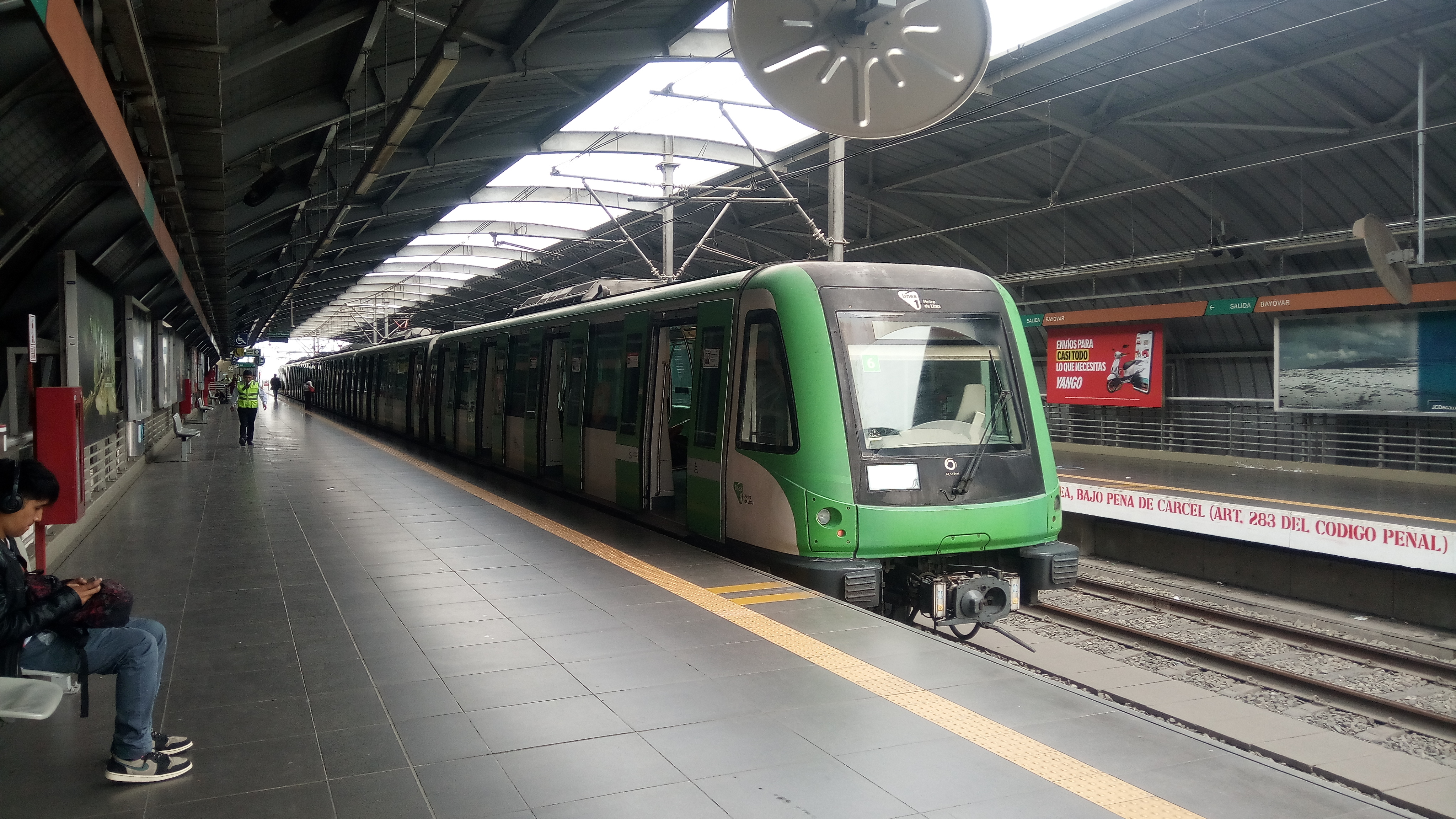
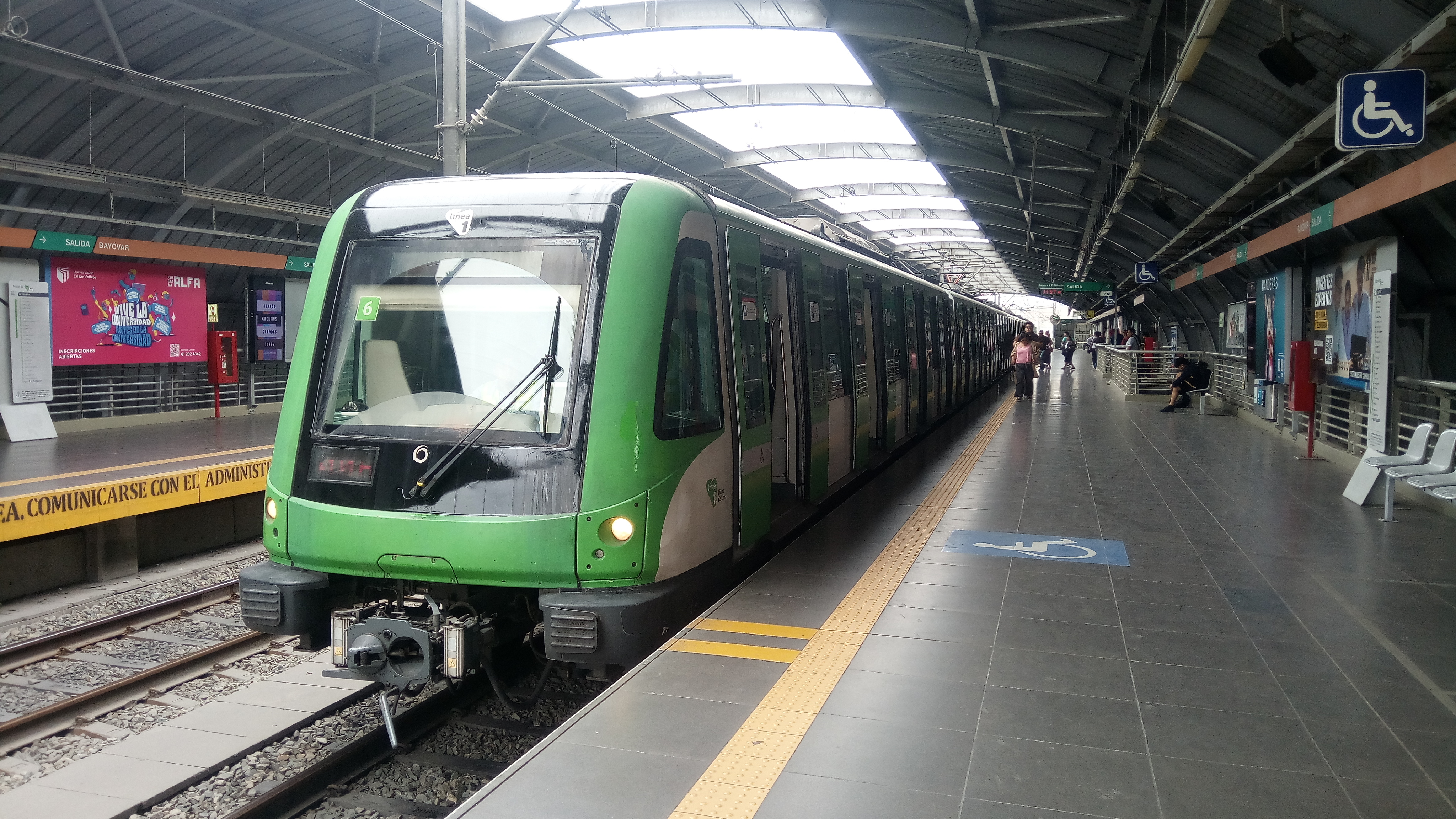